# Айзенберг Григорій Давидович
Григо́рій Дави́дович Айзенбе́рг (8 (21) травня 1908, Миколаїв, Російська імперія — 5 жовтня 1993, Москва, РРФСР) — радянський кінооператор (оператор комбінованих зйомок, оператор-постановник). Лауреат Сталінської премії (1950, як оператор комбінованих зйомок фільму «Сталінградська битва»). Заслужений діяч мистецтв РРФСР (1968).

## Біографічні відомості
1930 року закінчив Київський інститут кіноінженерів.
У 1930 році оператор кінонарисів «Людина з містечка», «Люди степу», «Старт дано» та інших.
1933-го служив в РСЧА.

### Одеський час
У 1930—1941 роках – оператор Одеської студії художніх фільмів.
У 1937—1939 рр. викладав на Одеських фотокурсах композицію кадру.
У 1937-1941 рр.– начальник цеху комбінованих зйомок Одеської кіностудії, вів науково-творчі розробки в галузі комбінованих зйомок. Оператор комбінованих зйомок фільмів «Боксери», «Дочка моряка», «Моряки», «Танкер „Дербент“».
Оператор у кінострічках:
- 1935 — «Одеса» / Odessa) (оператор; док. фільм, СРСР—Франція, реж. Жан Лодс)
- 1936 — «Пригоди Петрушки» (оператор; к/м)
- 1936 — «Музика» (оператор)
- 1939 — «Моряки» (оператор)
- 1940 — «Танкер „Дербент“» (оператор комбінованих зйомок)
- 1941 — «Дочка моряка» (оператор)
- 1941 — «Боксери» (оператор комбінованих зйомок)
- 1941 — «Морський яструб»
- 1941 — «Прохорівна» (оператор; к/м)
- 1969 — «Якщо є вітрила» (оператор комбінованих зйомок)

### Періоднімецько-радянської війни
У 1941-1944 роках — оператор цеху комбінованих зйомок Ташкентської кіностудії. Як головний оператор і оператор комбінованих зйомок брав участь у створенні стрічок «Бойова кінозбірка № 8» (1941), «Бойова кінозбірка № 11» (1942), фільмів «Морський яструб» (1941), «Три гвардійці», «Незвичайний роман», «В кільці ненависті» (1942), «Кар'єра лейтенанта Гоппа» (1942) та інших. Працював також на студії Ташкентської хроніки (оператор фільмів «Уйгури», «Джан Андіжан», «Концерт п'яти республік»).

### Робота в Москві
З 1945 року — оператор кіностудії «Мосфільм».
У 1957—1958 рр. брав участь у науково-дослідній роботі з освоєння на студії «бездекораційних» комбінованих зйомок методом „блукаюча маска“, розробленим Б. Горбачовим.
У 1958 році застосував метод „блукаючої маски“ у картині Г. Александрова «Людина людині».
У 1957—1959 рр. викладав курс комбінованих зйомок на режисерських курсах «Мосфільму»; у 1977-1978 рр. — курс «Операторська майстерність» на режисерському відділенні Вищих курсів сценаристів та режисерів.
Голова Творчого бюро цеху комбінованих зйомок «Мосфільму з 1978 року, член Спілки кінематографістів СРСР (Москва).
Г. Д. Айзенберг помер у Москві 5 жовтня 1993 року.

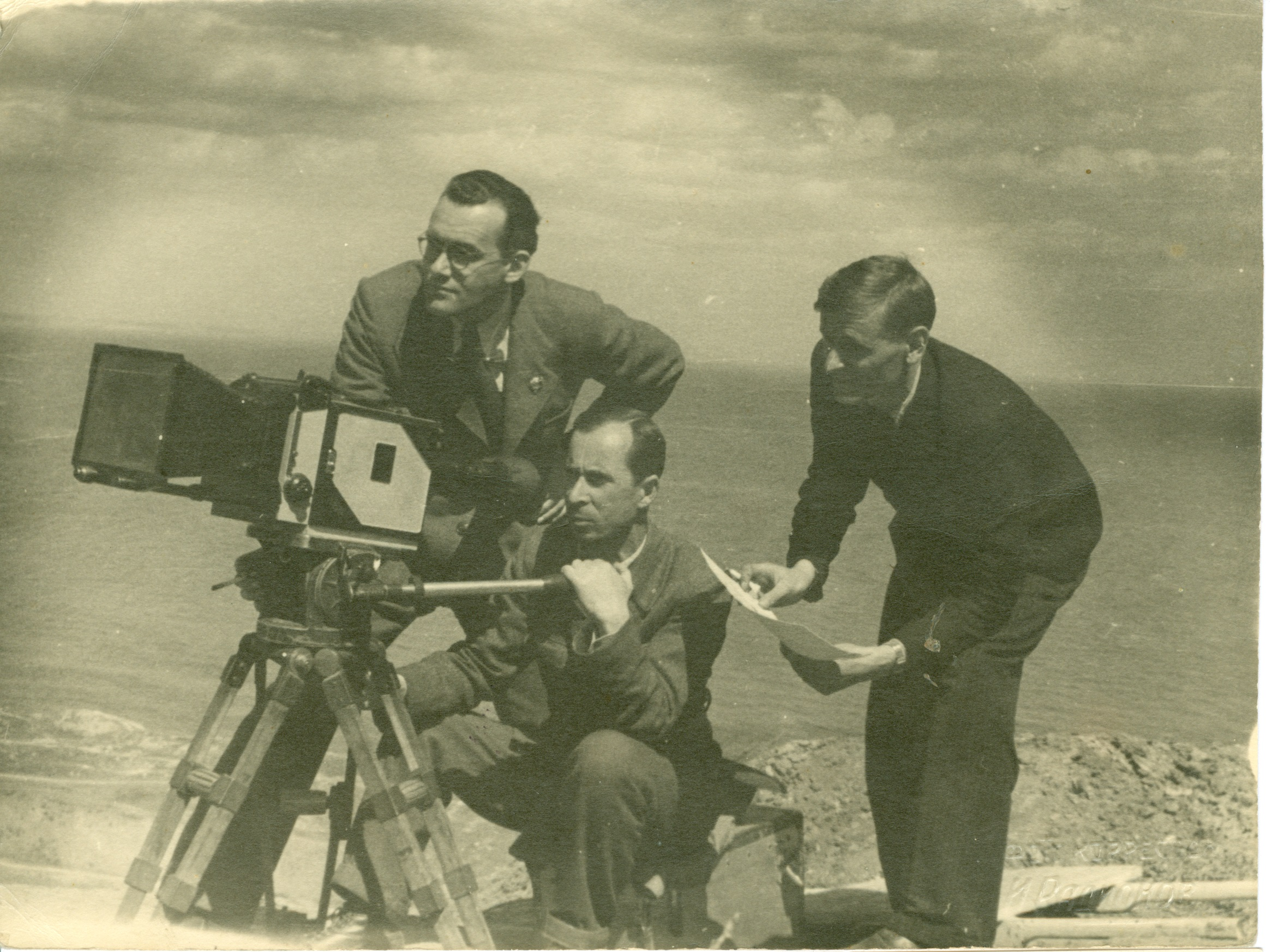
На зйомках фільму «Сталінградська битва»: оператор комбінованих зйомок Г. Д. Айзенберг із художником М. Семеновим

Оператор комбінованих зйомок:
- 1945 — «Здрастуй, Москво!»
- 1947 — «Весна»
- 1947 — «Поїзд йде на схід»
- 1947 — «Російське питання»
- 1948—1949 — «Сталінградська битва»
- 1950 — «Кавалер Золотої Зірки»
- 1950 — «Секретна місія»
- 1952 — «Композитор Глінка»
- 1953 — «Великий воїн Албанії Скандерберг» / Skënderbeu (Албанія—СРСР)
- 1954 — «Випробування вірності»
- 1954 — «Ми з вами десь зустрічалися»
- 1955 — «Дорога»
- 1956 — «Безсмертний гарнізон»
- 1956 — «Урок історії»
- 1957 — «Поєдинок»
- 1960 — «Тегеран-43»
- 1960,1961 — «Воскресіння»
- 1962 — «49 днів»
- 1963 — «Пропало літо»
- 1964 — «Секрет успіху»
- 1965—1967 — «Війна і мир»
- 1965 — «Новорічний календар»
- 1966 — «Ні і так»
- 1967 — «Весна на Одері»
- 1967 — «Софія Перовська»
- 1968 — «Результат» / рос. «Исход»
- 1969 — «Вальс»
- 1969 — «Червоний намет»
- 1969 — «Посол Радянського Союзу»
- 1970 — «Море у вогні»
- 1970 — «Пісні моря»
- 1971 — «У нас на заводі»
- 1973 — «Мовчання доктора Івенса»
- 1974 — «Соколово»
- 1974—1977 «Ходіння по мукам»
- 1975 — «Дерсу Узала»
- 1975 — «Ярослав Домбровський»
- 1976 — «Слово для захисту»
- 1977 — «Гонки без фінішу»
- 1977 — «Трактир на П'ятницькій»
- 1978 — «Жінка, яка співає»
- 1978 — «Любов моя, печаль моя»
- 1979 — «Батько і син», 2 фільми
- 1980 — «Люди в океані»
- 1980 — «Тегеран-43»
- 1980 — «Що дозволено Кузенкову?»
- 1982 — «Бережіть чоловіків!»
- 1982 — «Мати Марія»
- 1983 — «Берег»
- 1984 — «Перемога»
- 1984 — «Розставання»
- 1985 — «Алов»
- 1987 — «Вибір»
- 1987 — «Іван Великий»
- 1989 — «Сталінград»
- 1996 — «Єрмак» (зйомки фільму почалися 1986 року)

Оператор-постановник:
- 1958 — «Людина людині» /Man's Gift to Men
- 1960 — «Російський сувенір»